# (18117) Jonhodge
(18117) Jonhodge est un astéroïde de la ceinture principale.

## Description
(18117) Jonhodge est un astéroïde de la ceinture principale. Il fut découvert le 5 juillet 2000 à la station Anderson Mesa par le programme LONEOS. Il présente une orbite caractérisée par un demi-grand axe de 2,35 UA, une excentricité de 0,09 et une inclinaison de 1,1° par rapport à l'écliptique.

## Compléments